# 白髪三千丈
白髪三千丈（はくはつさんぜんじょう）は、8世紀、唐代の詩人・李白の五言絶句「秋浦歌」第十五首の冒頭の一句。

## 概要
白髪三千丈は一句の冒頭であり、後に「縁愁似箇長（うれいによりてかくのごとくながし）」と続き、合わせると「積もる愁いに伸びた白髪の長さは、三千丈（約9キロメートル）もあるかのように思われる」と解釈されている。
小学館刊『故事成語を知る辞典』によれば「人を驚かせる豪快な表現で知られた李白らしい、極端な誇張表現」と解説されている。ただし、同書によれば現在では極端すぎる誇張表現の例であり、特に、用法としては中国人の大げさな表現に対する暗喩として用いられる旨も説明されている。

| 白文 白髮三千丈 縁愁似箇長 不知明鏡裏 何處得秋霜 | 書下し文 白髮 三千丈 愁ひに縁りて かくのごとく長し 知らず 明鏡の裏 何れの処にか 秋霜を得る |
|                                                  | —李白「秋浦歌 其十五」                                                                     |

## どうして「三千丈」か
「三千丈」という表現の背景には、作詩上の制約がある。
「白髪三千丈」の平仄について見れば、最初の二字「白髪」が仄仄であり、近体詩の規則によれば、続く二字は平平でなくてはいけない。一方、一〜九までの漢数字及び十・百・千・万・億・兆という位数のうち、平声の字は「三」と「千」のみである（京も平であるが、通常使用される位数ではない）。この結果、句頭に「白髪」を示した時点で、次に続く数字はほぼ選択の余地なく「三千」に定まってしまうことになる。また、句末の一字は、仄でなくてはいけないため、ここに長さを示す字を置くとなると、仄声である「寸」、「尺」、「丈」等から選択するしかない。